# Leif Davidsen
Pour les articles homonymes, voir Davidsen.
Œuvres principales
- La Photo de Lime

Leif Davidsen, né le 25 juillet 1950 à Otterup sur l'île de Fionie, est un écrivain danois, spécialisé dans le roman policier.

## Biographie
Après avoir fréquenté une haute école aux États-Unis, Leif Davidsen abandonne ses études et exerce divers petits emplois : terrassier, barman, chauffeur. Il reprend ses études au Danemark. Sorti diplômé en journalisme, il travaille comme reporter dès 1976 et acquiert une grande notoriété dans son pays comme correspondant de Radio Danemark à l'étranger, notamment à Moscou et dans les pays de l'Est. Il devient ensuite rédacteur d'informations à la télévision.
Après un premier roman en 1984, il se sert de ses expériences en Russie et dans les pays de l'Est pour écrire une trilogie russe qui tient à la fois du thriller et du roman d'espionnage.
Leif Davidsen était une voix pour ses compatriotes danois avant d’être auteur de romans à suspense. Une voix familière de grand reporter et de correspondant à l’étranger, qui venait d’Espagne, puis de Russie, des pays de l’ancienne Union soviétique et des divers points chauds de la planète. Voilà quelques années qu’on ne l’entend plus quotidiennement sur les ondes ; les pays de l’Est étant devenus sa spécialité, il rédige des émissions documentaires pour la DR (radio et télévision danoise), donne des conférences et publie des romans à suspense très populaires en Scandinavie.
Il vit actuellement comme écrivain indépendant à Copenhague.
Den russiske sangerinde a été adapté au cinéma avec le même titre par Morten Arnfred en 1993.

## Œuvre

### Romans

#### Trilogie russe
- La Chanteuse russe, Gaïa, 1999 ((da) Den russiske sangerinde, 1988), trad. Monique Christiansen, 341 p.  (ISBN 2-910030-53-9)Réédition Actes Sud, coll. « Babel noir » no 45, 2011, 339 p. (ISBN 978-2-7609-0704-1)
- Le Dernier Espion, Gaïa, 1996 ((da) Den sidste spion, 1991), trad. Martine Selvadjian, 339 p.  (ISBN 2-910030-19-9)Réédition Gaïa, coll. « Polar : suspense », 2002, 299 p. (ISBN 2-84720-003-7) ; réédition Gallimard, coll. « Folio policier » no 577, 2010, 411 p. (ISBN 978-2-07-040627-2)
- Un Russe candide, Gaïa, 1997 ((da) Den troskyldige russer, 1993), trad. Monique Christiansen, 389 p.  (ISBN 2-910030-35-0)Réédition Actes Sud, coll. « Babel noir » no 56, 2011, 379 p. (ISBN 978-2-330-00263-3)

#### Autres romans
- (da) Uhellige alliancer, 1984
- Le Danois serbe, Gaïa, 2001 ((da) Den serbiske Dansker, 1996), trad. Monique Christiansen, 364 p.  (ISBN 2-910030-81-4)Réédition Gallimard, coll. « Folio policier » no 484, 2007, 379 p. (ISBN 978-2-07-033928-0)
- La Photo de Lime, Gaïa, 2000 ((da) Lime's billede, 1998), trad. Monique Christiansen, 472 p.  (ISBN 2-910030-71-7)Réédition Gallimard, coll. « Folio policier » no 566, 2009, 533 p. (ISBN 978-2-07-035806-9)
- (da) Dostojevskijs sidste rejse, 2002
- La Femme de Bratislava, Gaïa, 1996 ((da) De gode søstre, 2003), trad. Monique Christiansen, 454 p.  (ISBN 2-84720-024-X)Réédition Gallimard, coll. « Folio policier » no 399, 2006, 585 p. (ISBN 2-07-031957-1)
- L'Épouse inconnue, Gaïa, 2007 ((da) Den ukendte hustru, 2006), trad. Monique Christiansen, 374 p.  (ISBN 978-2-84720-103-1)Réédition Actes Sud, coll. « Babel noir » no 24, 2009, 455 p. (ISBN 978-2-7427-8211-6)
- L'Ennemi dans le miroir, Gaïa, 2006 ((da) Fjenden i spejlet, 2004), trad. Monique Christiansen, 399 p.  (ISBN 2-84720-069-X)Réédition Gallimard, coll. « Folio policier » no 513, 2008, 523 p. (ISBN 978-2-07-033931-0)
- À la recherche d'Hemingway, Gaïa, 2010 ((da) På udkig efter Hemingway, 2008), trad. Monique Christiansen, 334 p.  (ISBN 978-2-84720-157-4)Réédition Actes Sud, coll. « Babel noir » no 83, 2013, 387 p. (ISBN 978-2-330-01798-9)
- Le Gardien de mon frère, Gaïa, 2014 ((da) Min broders vogter, 2010), trad. Monique Christiansen, 524 p.  (ISBN 978-2-84720-389-9)
- La Mort accidentelle du patriarche, Gaïa, 2016 ((da) Patriarkens hændelige død, 2013), trad. Monique Christiansen, 507 p.  (ISBN 978-2-84720-646-3)
- La Fille du traître, Gaïa, 2019 ((da) Djævelen i hullet, 2016), trad. Frédéric Fourreau, 432 p.  (ISBN 978-2-84720-893-1)
- (da) Ravnens rede, 2017

### Recueils de nouvelles
- (da) Forræderen - og andre historier, 1995
- (da) Utahs bjerge og andre historier, 2011

## Filmographie

### Comme auteur adapté
- 1993 : Den russiske sangerinde de Morten Arnfred
- 2001 : Den serbiske dansker de Jacob Grønlykke

## Source
- Claude Mesplède, Dictionnaire des littératures policières, vol. 1 : A - I, Nantes, Joseph K, coll. « Temps noir », 2007, 1054 p. (ISBN 978-2-910-68644-4, OCLC 315873251), p. 540-541.